# Hueso pisiforme
El hueso pisiforme (en forma de guisante) es un hueso sesamoideo de la muñeca, par, corto, esponjoso, cuboideo, con cuatro caras de las cuales una es articular, y dos extremos, superior e inferior.
Es el cuarto hueso de la primera fila del carpo.
Sus cuatro caras son: Externa, interna, anterior y posterior.
En la cara externa va a presentar un canal longitudinal para dar paso a la arteria cubital y un ramo profundo del nervio cubital.
En la cara interna va a dar inserción al ligamento lateral interno de la articulación de la muñeca.
En la cara anterior va a prestar inserción al músculo aductor del meñique y al músculo cubital anterior.
Y por último en la cara posterior se va articular con el hueso piramidal.